# Сабо, Габриэла
Габриэла Сабо (рум. Gabriela Szabó) — румынская легкоатлетка, которая специализировалась в беге на средние и длинные дистанции.
Первых серьёзных успехов в карьере добилась в 1994 году, когда стала чемпионкой мира среди юниоров в беге на 3000 метров. В 1995 году стала бронзовым призёром чемпионата мира по кроссу в командном первенстве. На Олимпийских играх 1996 года стала серебряным призёром в беге на 1500 метров, уступив только российской бегунье Светлане Мастерковой. На чемпионатах мира 1997 и 1999 годов становилась победительницей на дистанции 5000 метров, а на мировом первенстве 2001 года выиграла дистанцию 1500 метров. В 1999 году стала победительницей золотой лиги, за победу она получила джекпот в размере 500 000 долларов США, разделив 1 миллион долларов с Уилсоном Кипкетером. На играх в Сиднее (25 сентября 2000 года) завоевала 2 олимпийские медали: золотую медаль на дистанции 5000 метров при этом установив олимпийский рекорд (14:40,79) действующий до сих пор, и бронзовую медаль в беге на 1500 метров.

## Политика
3 марта 2014 года была назначена министром спорта и молодёжи Румынии.

## Награды
- Почётный гражданин Бухареста (1997 год)[2].
- Лучший легкоатлет мира по версии журнала Track & Field News в 1999 году.
- Лучший легкоатлет Европы в 1999 году.
- Лучшая спортсменка 2000 года.
- Командор ордена «За верную службу» (2000 год)[3].